# Townend Glover
Aquest autor és citat en taxonomia animal amb el nom «Glover».
Townend Glover (1813*1883-1806) va ser un entomòleg dels Estats Units d'Amèrica.
Va néixer a Rio de Janeiro. La seva mare, Mary Townend va morir quan només tenia sis semanes, i el seu pare, Henry Glover, un comerçant britànic establert a Brasil va morir quan només tenia sis anys. Va ser educat pel seu avi i una tia a Leeds a Anglaterra. Quan tenia dotze anys, el van enviar com aprenent en l'empresa d'un negociant de llana, però va abandonar aquesta carrera quan a l'edat de 21 anys va rebre l'herència del seu pare. Aleshores se'n va anar cap a Múnic (Alemanya) per estudiar l'art.
El 1836 va establir-se als Estats Units i dedicar-se a l'estudi dels paràsits de les pomes. El 1859 va ser el primer a ocupar la catèdra d'història natural a la Universitat de Maryland. Quatre anys després, el 1863, va ser el primer que va obtenir un encàrrec oficial d'entomòleg del govern federal dels Estats Units al Departament d'Agricultura dels Estats Units. Està conegut per la qualitat de les seves il·lustracions.

## Obres
- Journal or Field Book, publicat el 1874com Manuscript Notes from My Journal
- Illustrations of North American Entomology in the Orders of Coleoptera, Orthoptera, Neuroptera, Hymenoptera, Lepidoptera, and Diptera. (1878)

## Taxons
- Aphis gossypii